# Kantersteen
Kantersteen (Frans: Cantersteen) is een straat binnen de Vijfhoek van de Belgische hoofdstad Brussel. Ze loopt van het kruispunt met de Kardinaal Mercierstraat, Koloniënstraat en Ravensteinstraat tot het Albertinaplein, waar ze overgaat in de Keizerslaan. Het tracé valt ongeveer samen met de vroegere Keizerinstraat en Houtmarkt.

## Geschiedenis
De benaming komt van de oude Kantersteen in het verlengde ervan, waarvan de kruising met de Steenweg in de 13e eeuw werd ingenomen door het steen van de cantor van Sint-Goedele. De huidige aanleg maakt deel uit van de herstructurering van de Putterijwijk als gevolg van de werken aan de Noord-Zuidverbinding (1911-1914, 1935-1952).

## Gebouwen
De westzijde van de straat wordt ingenomen door het station Brussel-Centraal, ontworpen door Victor Horta en gebouwd tussen 1937 en 1952.
De oostzijde wordt ingenomen door:
- de tuin van de Kunstberg met het ruitersstandbeeld van koning Albert I,
- het Dynastiepaleis (Kunstberg 1-5),
- voormalig hoofdkantoor Banque du Congo belge en later de Banque belgolaise (nr. 1) op de hoek met de Stuiversstraat, gebouwd in 1952-1954 naar ontwerp van André en Jean Polak,
- de Ravensteingalerij (nr. 3-9), een doorgang naar de Ravensteinstraat, gebouwd in 1954-1958 naar ontwerp van Alexis Dumont,
- Shell-gebouw (nr. 39-55), gebouwd in 1931-1934 naar ontwerp van Alexis Dumont, waar thans onder meer de redactie van De Standaard gevestigd is.[1]

## Galerij

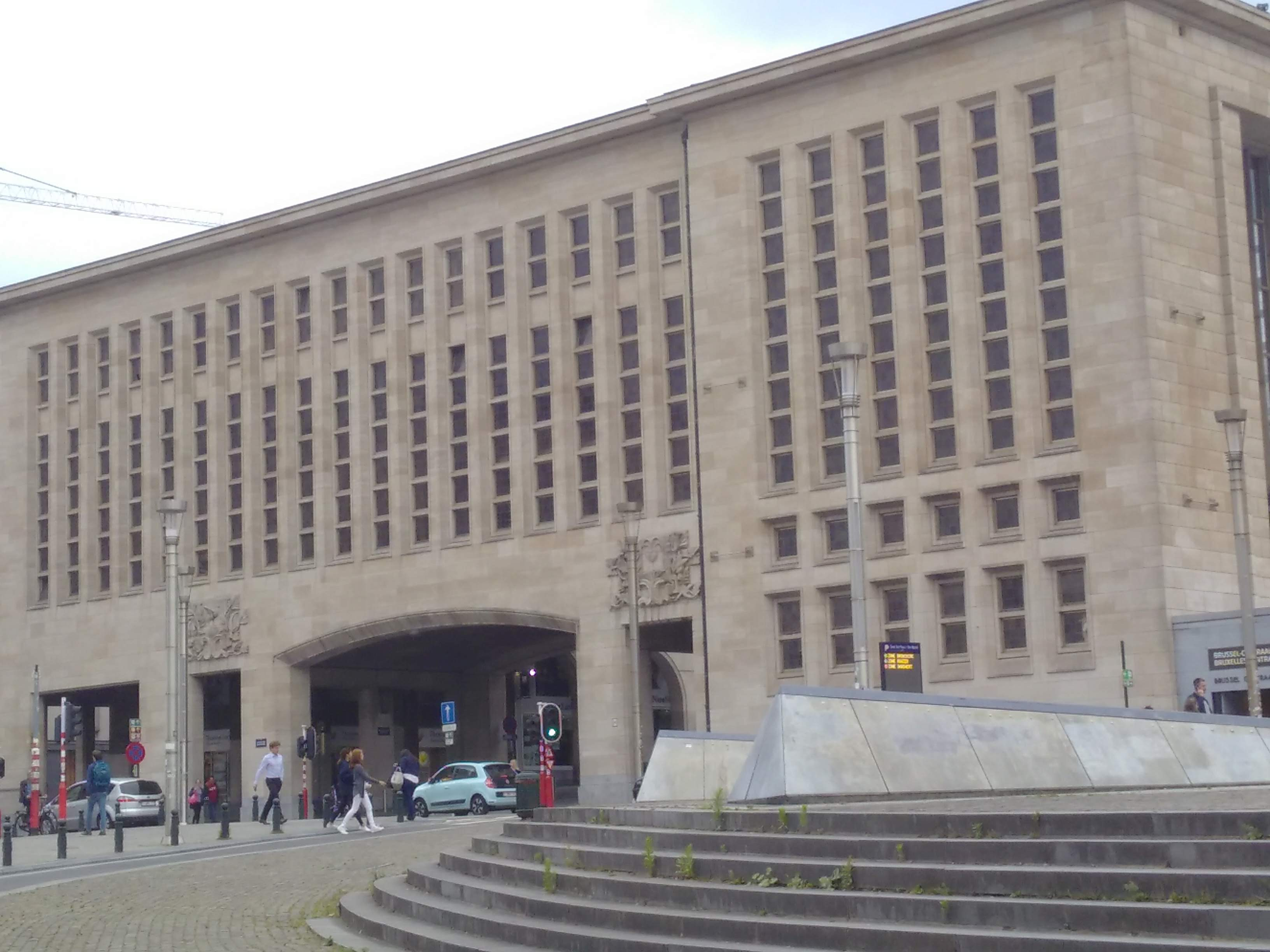
Het Dynastiepaleis
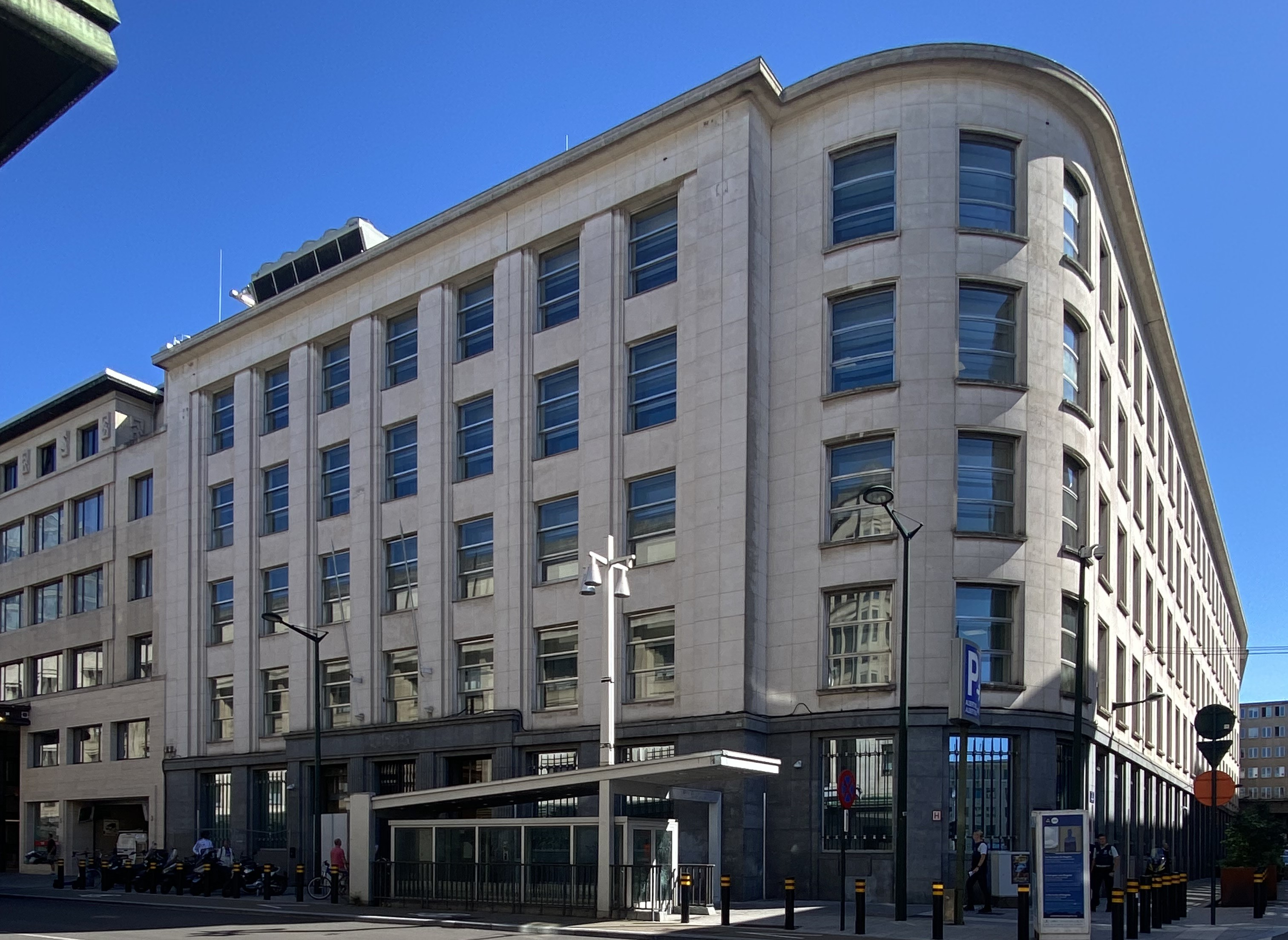
Voormalig hoofdkantoor van de Banque du Congo belge en later de Banque belgolaise
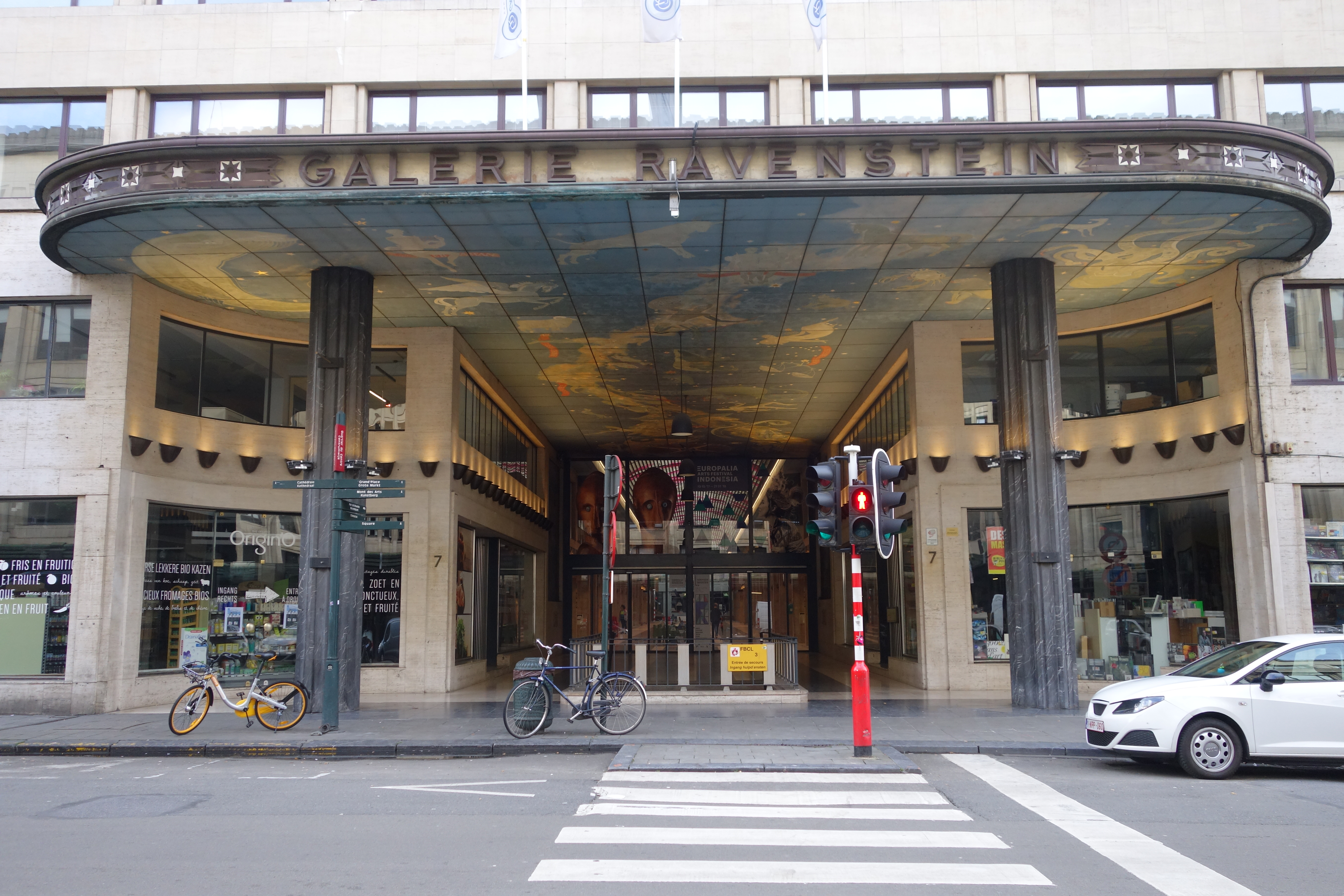
Ingang van de Ravensteingalerij
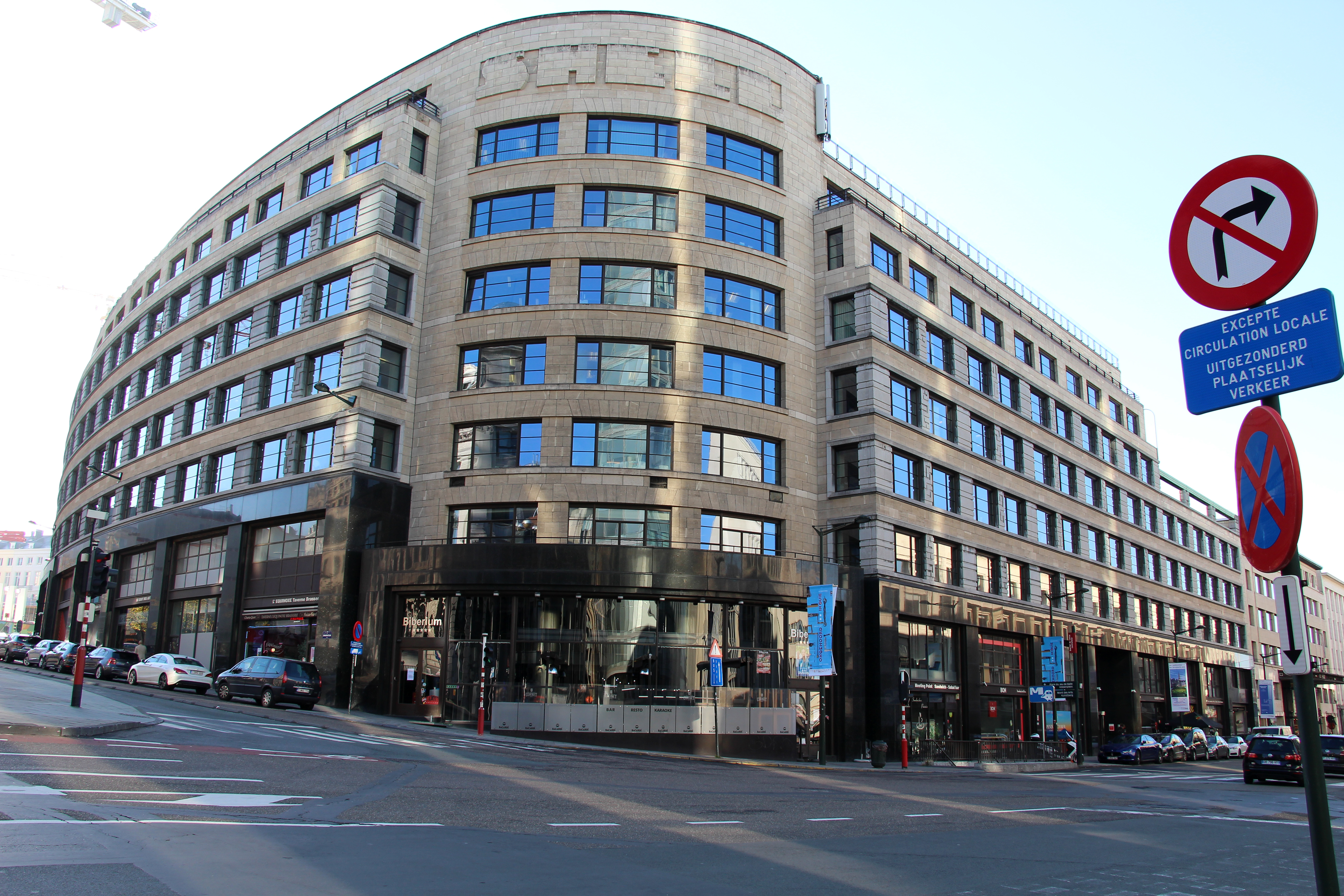
Shell-gebouw
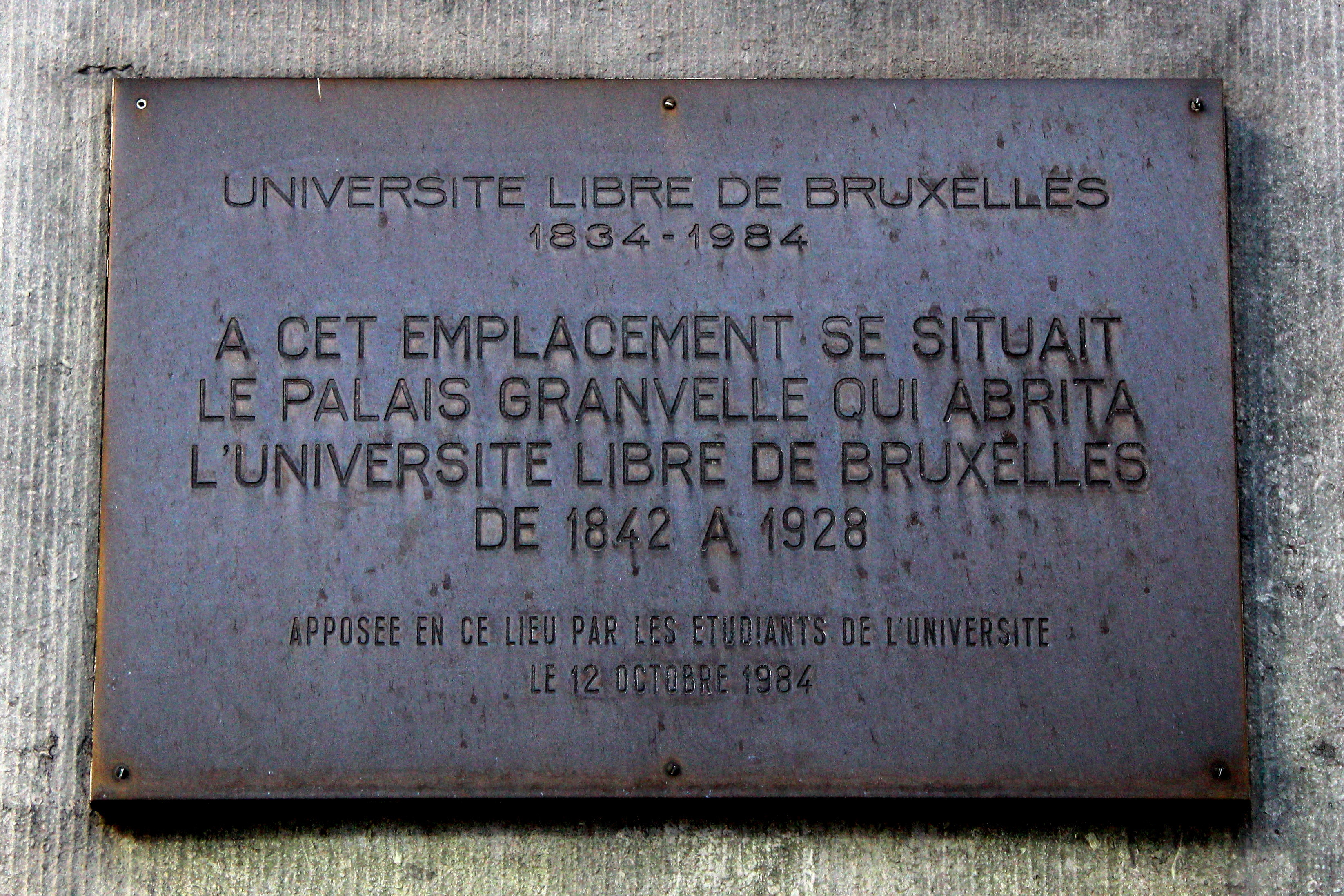
Gedenkplaat op de hoek met de Stuiversstraat, waar zich vroeger het Granvellepaleis bevond